# Ali-Reza Askari
Chuẩn tướng Ali Reza Askari, còn được viết là Ali Reza Asghari (1 tháng 11 năm 1952 – 28 tháng 12 năm 2010) (tiếng Ba Tư: علي رضا عسگری) là một vị tướng Iran về hưu của Quân đoàn Vệ binh Cách mạng Hồi giáo, cựu phó bộ trưởng Quốc phòng, và thành viên nội các của cựu tổng thống Iran Mohammad Khatami.

## Nghề nghiệp
Askari từng phục vụ trong lực lượng Vệ binh Cách mạng. Askari buôn bán trong lãnh vực dầu olive sau khi về hưu, từ Damascus, thủ đô Syria, đến Thổ Nhĩ Kỳ trong chuyến viếng thăm với tư cách cá nhân ngày 7 tháng 12, năm 2006 và biến mất ngày 9 tháng 12. Vào tháng 3 năm 2009, một cựu viên chức Quốc phòng Đức nói rằng Askari đào tị và cung cấp nhiều tin tức quan trọng cho thế giới Tây Phương về chương trình nguyên tử của Iran.

## Mất tích
Sau khi mất tích gần ba năm, ngày 15 tháng 11 năm 2009, một số trang Web ở Iran báo cáo Askari bị các điệp viên Israel bắt cóc và đang bị giam tại Israel. Các giới chức Iran và gia đình Askari nói rằng ông bị bắt cóc. Trang web có tên Alef nói rằng nhân viên tình báo Đức và Anh trợ giúp tình báo Israel bắt cóc Askari và đưa ông này về Israel. Trang web, được biết là có liên hệ tới một nhà lập pháp bảo thủ Iran. "Askari bị bắt cóc với sự hợp tác giữa Mossad (cơ quan tình báo Israel) và Đức cũng như Anh rồi sau đó bị đưa về Israel," theo nguồn tin này. Bộ Ngoại giao Israel từ chối không bình luận về nguồn tin này.
Hans Ruehle, cựu trưởng phòng kế hoạch Bộ Quốc phòng Đức, viết trong một tờ báo Thụy Sĩ vào tháng 3 năm 2009, rằng Askari cho phương Tây biết Iran cung cấp tiền bạc cho Cộng hòa Dân chủ Nhân dân Triều Tiên để giúp đưa Syria thành một quốc gia có võ khí nguyên tử. Điều này khiến cho phía Israel phải mở cuộc oanh tạc nhắm vào một địa điểm tình nghi là nhà máy nguyên tử của Syria ngày 6 tháng 9, năm 2007. Phía Hoa Kỳ nói rằng địa điểm này là một nhà máy nguyên tử sắp hoàn thành, nhưng Syria bác bỏ và nói rằng nơi đây là một trại lính bỏ hoang.
Có nguồn tin cho rằng ông đã chết trong tù tại Israel ngày 28 tháng 12 năm 2010.